# 점화 플러그

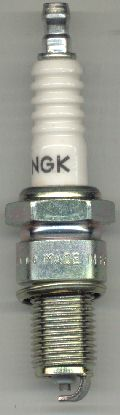

점화 플러그는 가솔린 기관 따위에서 혼합가스에 점화하는 장치이다. 점화 플러그는 금속 나사 쉘이 있으며, 도자기 절연체에 의해 중심 전극에서 전기적으로 절연되어 있다. 저항기를 포함할수도 있는 중심 전극은 과도하게 절연된 전선으로 점화 코일 또는 자기의 출력 단자에 연결된다. 점화 플러그 금속 쉘은 엔진의 실린더 헤드에서 나사로 고정되어 전기적으로 접지된다.
점화 플러그는 다른 용도로도 사용할 수 있다. 사브 다이렉트 점화에서는 점화가 안될때, 점화 플러그가 실린더의 이온화를 측정하는데 사용된다. 이러한 이온 전류 측정은 일반 캠 위상 센서, 노크 센서 및 실화 측정 기능을 대체하는데 사용된다. 점화 플러그는 가연성 연료/공기 혼합물이 점화되어야 하는 용광로 같은 다른 용도에도 사용될수 있다. 이 경우, 이들은 때때로 불꽃 점화 장치라고 한다.

## 역사
1860년에 에티엔 르누아르는 가스 기관, 최초의 내연 피스톤 기관에서 전기 점화 플러그를 사용했으며 일반적으로 점화 플러그의 발명으로 간주된다.
점화 플러그의 초기 특허에는 니콜라 테슬라, 프레데리크 심스 및 로베르트 부슈가 포함되어 있다. 그러나 로베르트 부슈의 기술자 고틀로브 호놀드가 1902년에 마그네토 기반 점화 시스템의 일부로 상용화한 최초의 상업 고전압 점화 플러그의 발명만이 불꽃점화기관을 개발할 수 있었다. 헬렌 블레어 바틀렛도 1930년에 절연체 제조에 중요한 역할을 담당했다.

## 작동

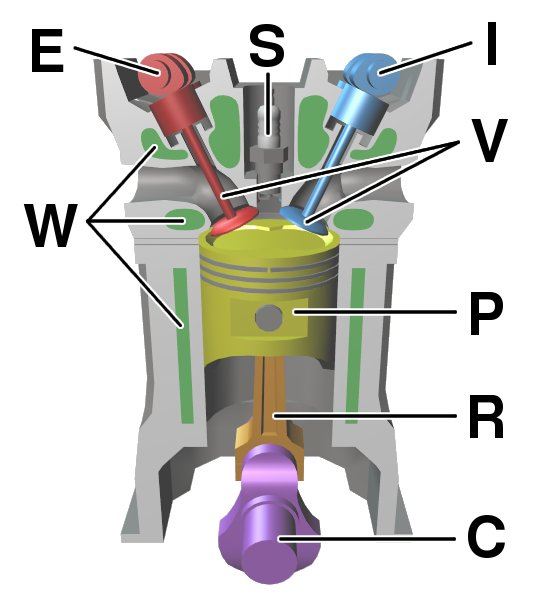
일반적인 4행정 기관인 DOHC 피스톤 기관의 구성 요소.

플러그는 점화 코일 또는 마그네토가 생성한 고전압에 연결된다. 코일로부터 전류가 흐르면 중심 전극과 측면 전극 사이에 전압이 발생한다. 처음에는 갭의 연료와 공기가 절연체이기 때문에 전류가 흐르지 못하지만 전압이 올라갈수록 전극 사이의 가스 구조가 달라지기 시작한다. 일단 전압이 가스의 절연 강도를 초과하면 가스가 이온화된다. 이온화된 가스는 도체가 되어 갭을 가로질러 전류가 흐르게 한다.

## 같이 보기
- 코소 유물